# Cremosperma peruvianum
Cremosperma peruvianum är en tvåhjärtbladig växtart som beskrevs av L.E. Skog. Cremosperma peruvianum ingår i släktet Cremosperma och familjen Gesneriaceae. Inga underarter finns listade i Catalogue of Life.